# Обсада на Севастопол (1941 – 1942)
Обсадата на Севастопол от октомври 1941 до юли 1942 г. е сражение между Съветския съюз, от една страна, и Германия и Румъния, от друга, по време на Втората световна война, завършило с временно завладяване на Кримския полуостров от немско-румънските войски.

## Предхождащи събития
През юли 1941 г., скоро след нападението на Германия и няколко съюзни на нея държави срещу СССР, съветското командване взема мерки за доизграждане на Севастополската крепост. Крепостта включва три отбранителни линии, съставени от окопи, бетонни фортове, артилерийски и картечни гнезда, противотанкови ровове, минни полета и телени заграждения. През септември германските войски разгромяват съветските войски при Киев и излизат на подстъпите на Крим. Съветските войски, съсредоточени на полуострова, са потенциална заплаха за южния фланг на настъплението към Кавказ и петролните находища край Каспийско море. Затова германското командване отдава първостепенно значение на разгрома им и завладяването на Крим.

## Обсадата
На 27 октомври немската 11-а армия начело с генерал Ерих фон Манщайн пробива отбраната на Перекопския провлак и нахлува в полуострова. До средата на ноември обсадата около Севастопол е сключена. Боевете за града започват още на 30 октомври. Три седмици по-късно първият опит за овладяване на града от немците е провален окончателно от съветските войски, командвани от вицеадмирал Филип Октябърски и генерал Иван Петров. Нов щурм е предприет през втората половина на декември. Атакуващите немски сили са подкрепени от румънски части. Бранителите удържат натиска им благодарение на подкрепленията, които получават по море, и на десантите, предприети на 26 – 29 декември от съветското командване с Керченско-Феодосийската операция в източния край на Кримския полуостров, които принуждават немците да оттеглят част от войските си от Севастопол.

## Падане на крепостта
Победата при Керч през май 1942 г. позволява на Манщайн да съсредоточи срещу Севастопол 200 000 войници, 450 танка, над 2000 оръдия и миномети и над 1000 самолета. Срещу тези сили гарнизонът на крепостта разполага със 106 000 бойци, 38 танка, 1500 оръдия и миномети и 116 самолета. Последният щурм започва на 7 юни, предхождан от 4-дневен артилерийски обстрел по отбранителните позиции. Между 13 и 20 юни са превзети основните фортове на крепостта („Сталин“, „Сибир“, „Максим Горки“ и „Ленин“). На 18 юни германците достигат брега на Северния залив срещу града (виж картата) и прекъсват снабдяването на бранителите с боеприпаси по море, а на 29 юни форсират залива. Градът пада в германски ръце. На 4 юли е преодоляна последната съпротива на съветските войски на нос Херсонес. Пленени са 97 000 съветски военнослужещи.

## Равносметка
С превземането на Севастопол целият Крим попада под германски контрол. Значителни сили на Вермахта, заети дотогава с обсадата, са прехвърлени в други участъци на Източния фронт. Окупацията на Севастопол трае до пролетта на 1944 г., когато градът е освободен от Червената армия.

## Карти
От „RKKA in World War II“ (взети на 5.4.2008):
- Боеве за Крим, октомври–ноември 1941 г.((en))((ru))
- Първи щурм на Севастопол, ноември 1941 г.((ru))
- Втори щурм, декември 1941 г.((ru))
- Третият щурм на Севастопол, юни–юли 1942 г.((ru))

От „Культура Вологодской области“ (5.4.2008):
- Боеве за Севастопол((ru))